# Yaakov Avitzuk
Yaakov Avitzur (Ițicovici) (în ebraică:יעקב אביצור, n. 16 februarie 1924 - 17 august 1993) a fost un poet, scriitor, folclorist și textier israelian, evreu originar din România. 

## Biografie
Iacob Simon Ițicovici, devenit ulterior Avitzuk, s-a născut la Vaslui, ca al șaselea dintre cei nouă copii ai lui David Ițicovici, originar din Negrești și ai lui Rahel născută Iliovici. 
A învățat la „heder” (Talmud Tora) și, apoi, la școala elementară evreiască  „Asè Tov” din localitatea natală.În adolescență el activat în mișcarea evreiască de tineret „Gordonia”. În vremea dictaturii militare-pronaziste a lui Antonescu, a fost trimis ca evreu, în lagăre de muncă obligatorie. 
În anul 1946 a emigrat în Palestina, aflată sub regimul de mandat britanic, care limitase în acei ani cota de imigranți evrei. El a ajuns în Palestina cu vaporul de „emigranți ilegali” (Mapilim) „Hagana” și ajungând pe țărm, a fost arestat de poliția britanică și internat pentru câtva timp în lagărul de detenție de la Atlit. După ce a fost eliberat s-a alăturat mișcării agricole de tineret Hehalutz și în cadrul ei s-a așezat un timp în așezarea evreiască Tel Ghezer. După proclamarea Statului Israel 
în mai 1948 a fost instructor de tineret în localitatea Alumim. A învățat agricultura în moșavul Beer Tuvia, unde i-a fost mentor compozitorul Imanuel Zamir, care era membru al moșavului. Avitzuk a scris texte pentru mai multe cântece compuse de Zamir. În anii 1954-1955 el a învățat un curs scurt de pedagogie la Seminarul pedagogic din Beer Sheva și a devenit cadru didactic.  
A fost un timp șeful secției culturale a Consiliului regional Merhavim si s-a stabilit în orășelul Kiryat Malahi

### Activitatea literară și folcloristică
Avitzuk a scris și publicat poezii, povestiri și reportaje în presă. În cadrul Arhivei de povești populare din Israel, întemeiate la Haifa de profesorul Dov Noi, Avitzuk a înregistrat și transcris povești populare povestite de numeroși evrei israelieni, aparținând unor comunități venite din diferite țări. Ele au fost publicate în anii 1962-1976 în culegeri publicate în seria „Hodesh hodesh vesipur” (Lună de lună câte o povestire) 
Avitzuk a murit în anul 1993 la Kiriat Malakhi. Pe piatra de mormânt stă scris: „Scriitor creator - iubitor de oameni”. (Sofer yotzer - ohev adam)

### Viața privată
Avitzuk a fost căsătorit cu Tamar, și li s-au născut două fiice (Heli si Sheri) și un fiu (Moshe)

## In memoriam
Arhiva lui Yaakov Avitzuk se află la Institutul arhivistic al Asociației Scriitorilor Ebraici din Israel.

## Cărți

### Poezii
- 1961 - Avkhat hahermesh (Vâjâitul coasei), Editura Amir
- 1984 - Seismograf halev:shirim (Seismograful inimii: versuri), הוצאת רשפים

### Povestiri
- -1973 - Vivian:povestiri, Editura Alef
- 1966 -  Niggunim hadashim (Noi nigunuri - Treisprezece povestiri), ilustrații de Yossi Rom (איורים:

Editura Alef
1976 - Ma sipru haanafot (Ce au povestit cocostârcii?), povestiri pentru copii, ilustratii de Bina Gewirtz  
- 1980 - Menahem Mendel mevaker bamoshav(Menahem Mendel vizitează moșavul) povestiri

### Culegeri de povești populare evreiești
- 1965 - Ha'ilan shesafag dmaot (Copacul care s-a udat cu lacrimi) - 35 povești auzite de la 12 povestitori

Editura Muzeului de etnologie si Folclor, Haifa  
- 1964 - Sipurey-am mipi yehudey Maroko (Povești populare ale evreilor din Maroc) - 23 povești și basme  - Editura Organizatiei Sioniste mondiale
- 1985 - Goralo shel Yeled  - 28 povești populare din comunitățile evreilor , editura Amir

### altele
- 1970  Kiryatenu Kiryat Malakhi (Orașul nostru Kiryat Malakhi) (redactor)

### Texte de cântece
la cântece de Imanuel Zamir
- Leadmati (Pământului meu)
- Ahavat yoggev (Dragoste de țăran)

la cântece de Yosef Mustaki
- Beer Sheva irí (Beer Sheva orașul meu)
- Tovim hashnaiym (Mai bine în doi)
- Midbar (Hol Gvaot) (Deșert sau nisipul dealurilor)